# 我是歌手 (第二季)
《我是歌手》第二季，是中国大陆湖南衛視于2014年第一季度重點打造的週五黃金檔音樂類實境秀節目，并由第一季原班人馬打造，包含製作人、幕後工作人員及現場樂隊。節目於2013年12月19日開始錄製第一期，並於2014年1月3日接檔《爸爸去哪兒第一季》。
《我是歌手第二季》加盟歌手匯聚了大中華地區以及其他地區的知名歌手。首發歌手包括韋唯、鄧紫棋、韓磊、周筆暢、張宇、曹格和羅琦；補位歌手包括張杰、品冠、滿文軍、茜拉和動力火車，加盟《我是歌手第二季》的歌手共12位。
2014年4月4日晚，歷時三個多月的《我是歌手第二季》落下帷幕。最終韓磊戰勝其他參賽歌手，榮膺《我是歌手第二季》歌王，鄧紫棋獲得亞軍。

## 賽制
第二季的賽制沿襲第一季的規則，七名歌手演唱完畢之後，由現場500名觀眾投票，累計兩期之後，得票率最低者將被淘汰出局，新的歌手將會替補加入陣營。後續賽制與規則可能會變更或作少許修改，確切賽制內容以實際播出爲準。在選歌上，本季每位參賽歌手在總決賽之前只能在首場演唱自己的代表作。

### 復活賽變突围赛
根据第二期中导演洪涛的说法，本季度中，原来的「复活赛」将改为「突围赛」。在突围赛中，被淘汰的歌手与后面进入的替补歌手同时竞演，角逐进入总决赛的资格。這是因為根據第一季賽果，排行第三的楊宗緯只挑戰三期（兩輪）比賽（第二輪、復活賽），就直接回到半決賽行列，而第五名的彭佳慧更只需挑戰一輪比賽（最後替補，第五輪）就直接挑戰半總決賽，所以在第二輪賽制有所調整。但首發歌手有可能一直低飛通過（第五、六名），但仍然能夠保送到半總決賽的爭議。

## 賽果
| 安全 | 首位 | 末位 | 淘汰 | 返场表演 | 突围成功 | 突围失败 | 歌王 | 其他名次 | 退赛 |

|        | 歌手     | 播出日期 （2014年） | 播出日期 （2014年） | 播出日期 （2014年） | 播出日期 （2014年） | 播出日期 （2014年） | 播出日期 （2014年） | 播出日期 （2014年） | 播出日期 （2014年） | 播出日期 （2014年） | 播出日期 （2014年） | 播出日期 （2014年） | 播出日期 （2014年） | 播出日期 （2014年） | 播出日期 （2014年） | 播出日期 （2014年） |
| 1月3日 | 歌手     | 1月10日             | 1月17日             | 1月24日             | 1月31日             | 2月7日              | 2月21日             | 2月28日             | 3月7日              | 3月14日             | 3月21日             | 3月28日             | 4月4日              | 4月4日              | 4月4日              |                     |
| 第一輪 | 第一輪   | 第二輪              | 第二輪              | 第三輪              | 第三輪              | 第四輪              | 第四輪              | 第五輪              | 第五輪              | 突圍賽              | 半決賽              | 總決賽              | 總決賽              | 總決賽              |                     |                     |
| 排位賽 | 歌手     | 淘汰賽              | 排位賽              | 淘汰賽              | 排位賽              | 淘汰賽              | 排位賽              | 淘汰賽              | 排位賽              | 突圍賽              | 半決賽              | 淘汰賽              | 第一輪              | 第二輪              | 歌王之戰            |                     |
| ------ | -------- | ------------------- | ------------------- | ------------------- | ------------------- | ------------------- | ------------------- | ------------------- | ------------------- | ------------------- | ------------------- | ------------------- | ------------------- | ------------------- | ------------------- | ------------------- |
| 1      | 韩 磊    | 1                   | 4                   | 4                   | 3                   | 6                   | 2                   | 1                   | 2                   | 1                   | 5                   | —                   | 1                   | 1                   | 1                   | 1                   |
| 2      | 邓紫棋   | 5                   | 2                   | 1                   | 1                   | 2                   | 1                   | 4                   | 5                   | 2                   | 1                   | —                   | 2                   | 2                   | 2                   | 2                   |
| 3      | 茜 拉    | —                   | —                   | —                   | —                   | —                   | —                   | 2                   | 4                   | 3                   | 3                   | 1                   | 6                   | 3                   | —                   | —                   |
| 4      | 曹 格    | 4                   | 7                   | —                   | —                   | —                   | —                   | —                   | —                   | —                   | —                   | 3                   | 4                   | 4                   | —                   | —                   |
| 5      | 张       | —                   | —                   | 3                   | 6                   | 3                   | 3                   | 3                   | 1                   | 4                   | 4                   | 2                   | 3                   | 5                   | —                   | —                   |
| 6      | 周笔畅   | 7                   | 3                   | 5                   | 2                   | 5                   | 5                   | 7                   | 3                   | 5                   | 2                   | —                   | 5                   | —                   | —                   | —                   |
| 7      | 张 宇    | 6                   | 5                   | 6                   | 4                   | 4                   | 6                   | 5                   | 6                   | 7                   | 6                   | —                   | 7                   | —                   | —                   | —                   |
| 8      | 動力火車 | —                   | —                   | —                   | —                   | —                   | —                   | —                   | —                   | 6                   | 7                   | 4                   | —                   | —                   | —                   | —                   |
| 9      | 满文军   | —                   | —                   | —                   | —                   | —                   | —                   | 6                   | 7                   | —                   | —                   | 5                   | —                   | —                   | —                   | —                   |
| 10     | 韦 唯    | 2                   | 1                   | 7                   | 7                   | —                   | —                   | —                   | —                   | —                   | —                   | 6                   | —                   | —                   | —                   | —                   |
| 11     | 品 冠    | —                   | —                   | —                   | —                   | 7                   | 7                   | —                   | —                   | —                   | —                   | 7                   | —                   | —                   | —                   | —                   |
| 12     | 羅 琦    | 3                   | 6                   | 2                   | 5                   | 1                   | 4                   | —                   | —                   | —                   | —                   | —                   | —                   | —                   | —                   | —                   |

注：
1. 賽果以湖南衛視播出的版本為準。

## 賽程

### 第一輪
第二場淘汰賽曹格遭到淘汰。

### 第二輪
第一場排位賽首位補位歌手張杰加入了比賽。第二場淘汰賽韋唯遭到淘汰。

### 第三輪
第一場排位賽第二位補位歌手品冠加入了比賽。第二場淘汰賽品冠遭到淘汰。羅琦因懷孕七個月，而且預產期越來越近，認為自己的身體狀況無法讓自己拿出最好的狀態參與節目，故從第四輪退賽，下一輪將會有兩位補位歌手加入。

### 第四輪
第一場排位賽第三位與第四位補位歌手滿文軍與茜拉加入了比賽。第二場淘汰賽滿文軍遭到淘汰。

### 第五輪
第一場排位賽終極補位歌手動力火車加入了比賽。第二場淘汰賽動力火車遭到淘汰。

### 突圍賽
突圍賽由淘汰歌手和補位歌手參加。經過五輪競演後，鄧紫棋、韓磊、周筆暢、張宇晉級決賽；曹格、韋唯、品冠、滿文軍、動力火車、茜拉、張杰進入突圍賽，爭奪三個決賽參賽資格。最終，茜拉、張杰、曹格突圍成功。

### 半決賽
半決賽得票率計總成績之30%。

### 總決賽
總決賽於北京時間2014年4月4日晚上8時現場直播。第一輪為「幫幫唱」環節，由歌手邀請幫唱嘉賓合演，將綜合半決賽的成績淘汰兩位最低得票率的歌手。第二輪則為獨唱，累積兩輪得票率與半決賽得票率產生本季歌王。總決賽第一輪得票率計總成績之30%，總決賽第二輪得票率計總成績之40%。
總決賽第一輪，張宇和周筆暢遭到淘汰。
總成績得出前，主持人公布「終極歌王候選人」為鄧紫棋和韓磊。最終，韓磊以28.31%的得票優勢擊敗鄧紫棋的24.95%得票率，獲《我是歌手第二季》歌王。

### 雙年巔峰會
雙年巔峰會於北京時間2014年4月11日晚上10時現場直播。《我是歌手》第二季總決賽結束後，製作單位決定加演一場《雙年巔峰會》，由第二季的前五強歌手與第一季的羽泉、林志炫、楊宗緯、彭佳慧和尚雯婕共十位歌手進行一場大型演唱會，本場競演不設排名。

## 制作过程

### 前期筹备
2013年11月5日於長沙舉辦的冠名及廣告客戶招商會中，請來了第一季的參賽歌手黄绮珊和尚雯婕為新一季的記者會站台，節目冠名招標起步價為1億出頭，後經過競標以後由立白集團以2.35億人民幣奪得， 再次成為冠名贊助商。除了冠名廣告，還有中插廣告、特殊窗口廣告和贊助廣告，總共標得廣告價格9億8千萬人民幣，加上其他並未參與招標的廠商，於節目播出之際臨時增加的廣告費用，總金額上看超過10億元，比第一季招商總額增加了2億元，網友統計整季節目總營收保守估計近11億元。
在第一季，因為中港台三地很多綜藝節目是以預錄形式呈現，所以比賽的結果或劇情可能會被錄影時的現場觀眾洩漏，讓觀眾觀看意欲減低。
在第二季，除了凡是参加现场录制的观众均被严禁拍照，公布结果的现场更是封密和保安更是无比森严，連贊助商也套不到內部消息。連參賽歌手也參與‘放煙霧彈’行動。而更加需要提醒的是，在节目播出前，作为该节目的官方网站，金鹰网曾以新闻的方式透露出各种各样的节目内容，其准确度极高，如此类似“监守自盗”的行为也引发了不少网友的质疑。
在第二季，也響應第一季的成功，湖南衛視更開播《我的紀錄片之我的歌手》，由孫璞主持，紀錄我是歌手第二季幕前幕後花絮，和更多參賽者與製作人的訪問。

### 播出期间
為了更有力地防止結果提早外洩，周筆暢在第二期，即第一輪結果出爐前的該星期，在出席自己潮牌店开业活动接受记者采访时，有意暗示了自己“已被淘汰”的消息，但當正式結果是曹格被淘汰，除了讓觀眾驚訝外，也達到結果出乎意料的效果，但以這這種方法‘犧牲’兩位歌手，引起雙方粉絲彈劾。第二次‘煙霧彈’行動是在第七期。即使假的替補歌手名單包括林憶蓮、田馥甄、楊乃文、動力火車、陶喆等人，鄧紫棋已成功透出替補歌手是誰，所以本身也是歌手的吉傑也加入煙霧彈行動，他成功掩護茜拉，成為她的‘經紀人’暨翻譯，而在場歌手也演繹了楊乃文、陶喆和動力火車的作品。而動力火車將成為第五輪替補選手。
自從推行『一日雙賽』後，內地網友成功透露羅琦在第三輪後退賽的消息，香港網友也成功透露鄧紫棋在第三輪（第五、六場）的歌單，令『劇透』問題再次出現。果不其然，在第五期节目片尾的“下期预告”中，总导演宣布该期为“双淘汰”，与前述“罗琦退出《我是歌手》”確實有关联。但在第六場前，網友透露韓磊會選唱蔡依林的《看我七十二變》，但因為與韓磊的風格格格不入，在張宇透露前已撇除可能性，可是，他也保證：如果韓磊真的會選唱那首歌，張宇會選唱她的《舞孃》（雖然韓磊沒有選唱《看我72變》，但張宇在總決賽第一回合以《舞孃》成為組曲之一）。
韋唯在第二期現場表演《在水一方》時突然中斷，根據洪濤的說法，是程序出錯，但韋唯在播放後解釋是乐队的音响设备突然断电，而奪冠以為是得到現場觀眾的同情。另外：有網友直稱韋唯忘詞和走音，韋唯解釋現場觀眾有例證是節目剪接後的效果，但原影片因為保密問題而沒有外洩。加上她以渾厚的女中音挑戰經典老歌《在水一方》，更造成了观众评价严重两极分化。但在第三期，韋唯因為選歌出錯，選唱梅艷芳的柔美曲目《女人花》，與她充滿力量的聲線格格不入，名次從第一名急跌至第七名，令第二輪比賽過關機會蒙上陰影。
第六期时，此事件重演：邓紫棋演唱还未到三分之一，邓表示她的耳机内少了一条音轨，现场音乐被迫暂停。总导演洪涛在节目中称，事后确认，这次事故的主因是程序没有进入邓紫棋的耳机内（同时对比播出的两次演唱，亦可发现第一次确实少了电子鼓的节奏）。结果邓紫棋拿到了第一名（因為她上一輪以全勝過關，加上場第二，而沒有影響賽果），但也因此與王喬（羅琦在節目裡的經紀人）發生誤會，因為他認為該做法“不成熟”，被鄧紫棋粉絲彈劾。後來鄧紫棋在官方發出聲明，及張杰確認以後對王喬道歉。 在第七期，相反問題也出現。 周筆暢在演唱時忘記自己沒有帶耳機，但以東歐風格改編陶喆《黑色柳丁》，反而乏人問津，再次敬陪末席。

#### 轶闻
韋唯在第四期演唱兒子們為自己選唱的《太陽最紅，毛主席最親》，遭到年輕人和社會人士反彈，除了歌詞帶有民族和政治色彩，韋唯處理高音部分的穩定度也較低。而在突圍賽賽前表明不可以在賽前賽后與現場觀眾談話，以免妨礙投票公正，但韋唯公然犯規，被曹格質疑應該會被剪，但韋唯打圓場時，卻想讓觀眾把票讓給其他對手，卻被網友批評說她多此一舉。
鄧紫棋篤信基督教，所以在訪問時不時提到主，但在內地此話題較敏感，有指G.E.M.的訪問最後疑似被電視台刪改。鄧紫棋回應稱她沒有，也不想把宗教強加於人，而被剪接的部分，只是指（音樂和）舞台。

## 争议
在第一季，楊宗緯由於只出現一輪便被早早淘汰，外界的分析是由於楊選唱的歌曲偏向安靜、抒情的類型，如王菲的《矜持》，決賽時選唱的《最愛》等，均不能引起現場觀眾的共鳴及欣賞，反觀其他選手選唱的飆高音巨肺、氣氛更活躍的歌曲，往往能得到較高的票數。網友認為現場觀眾更容易被會炒熱氣氛的歌手的影響，因而更傾向投給唱這一類型的歌的歌手。
在第二季，這個情況更為嚴重。張宇的曲風偏向安靜，編曲比較簡約。雖然張宇進入了總決賽，但因曲風問題也難以在現場票選躋身三甲。而羅琦的第二名，也有網友推測：如果後半部歌曲《Knockin' On Heaven's Door》沒有變得比較磅礴，可能連第五也不保。。而周筆暢的《哭了》雖然能夠感動現場觀眾，但也是因為沒有飆高音的特色，所以只排第五名，與網站票選結果大相迳庭。連第二位替補歌手品冠也因為聲音屬於溫柔細膩型，在第五期也敬陪末座，只参与一轮竞演，就被踢出《我是歌手》第二季的行列。对此有媒体戏称该节目是“我是歌吼”，诸如品冠这样温暖不做作的歌手，这个节目欢迎，但观众排斥这样的歌手。
节目进行到第七期和第八期，歌手们的歌曲有相当一部分偏向安静风格，以此打消对网友戏称是“我是歌吼”的质疑。但是，满文军的歌曲风格却重蹈先前品冠的覆辙，在节目中「中招」，被淘汰出局。相反，一些选取知名度较高的歌曲的歌手也许很吃香，但也有例外——比如第九期加盟的动力火车选择了观众熟知的《当》，但是恰恰是因为知名度太高，加之观众对新歌手很难迅速接受，因此成绩不佳。在第十期，動力火車選唱蘇芮的代表作《酒矸倘賣無》，即使版本根據迪克牛仔改編，同樣因為知名度太高，而敬陪末席。

## 節目播放平台
第二季《我是歌手》的网络独家版权由乐视网取得，樂視網在湖南衛視電視直播的同時，網絡也同步播送，同時專門為節目設置了一個臨時的點評環節，在廣告時段娛樂記者會針對歌手的演出做自己的點評。本季节目中出现的所有歌曲由QQ音乐独家发行。
本季節目的台灣播映權由八大電視購得，於2014年1月18日起每週六和週日在八大戲劇台晚間十點檔播放第一季，2014年3月29日起每週日在八大綜合台晚間七點至九點、八大戲劇台晚間九點至十一點播放第二季；該節目由永信藥品冠名贊助，更名為《永信藥品我是歌手2》。根據羽泉的說法，第二季會在第一季結束後連播。
香港方面，本季節目由now芒果台每週五晚10時緊貼首播（由2月21日起改為晚上8點，並與湖南衛視同步首播），而無綫電視高清翡翠台亦於2014年2月23日起每週日下午13:15播放，並於myTV提供節目重溫（集數上傳後一星期後會刪除）。

## 收視率
| 中國大陸 湖南卫视 首播收视率 （CSM48/50） |               |        |          |      |                                         |
| 集數                                      | 播出日期      | 收视率 | 收视份额 | 排名 | 備註                                    |
| 1                                         | 2014年1月3日  | 2.200  | 5.70     | 1    | CSM29省會城市收視率2.27，收視份額5.69。 |
| 2                                         | 2014年1月10日 | 2.149  | 5.52     | 1    | CSM48数据中缺惠州数据，故实为CSM47。    |
| 3                                         | 2014年1月17日 | 2.076  | 5.33     | 1    |                                         |
| 4                                         | 2014年1月24日 | 1.913  | 4.99     | 1    |                                         |
| 5                                         | 2014年1月31日 | 1.771  | 4.95     | 1    | 為本季最低的收視率                      |
| 6                                         | 2014年2月7日  | 2.354  | 6.02     | 1    |                                         |
|                                           | 2014年2月14日 |        |          |      | 因直播元宵喜樂會，暫停播映。            |
| 7                                         | 2014年2月21日 | 2.140  | 5.35     | 1    |                                         |
| 8                                         | 2014年2月28日 | 2.103  | 5.38     | 1    |                                         |
| 9                                         | 2014年3月7日  | 2.266  | 5.90     | 1    | CSM48数据中缺常德数据，故实为CSM47。    |
| 10                                        | 2014年3月14日 | 2.204  | 5.79     | 1    |                                         |
| 11                                        | 2014年3月21日 | 2.375  | 6.28     | 1    |                                         |
| 12                                        | 2014年3月28日 | 2.540  | 6.65     | 1    |                                         |
| 13                                        | 2014年4月4日  | 3.990  | 12.00    | 1    | 本期节目起CSM48变更为CSM50。            |
| 14                                        | 2014年4月11日 | 2.044  | 9.40     | 1    | 本期节目以现场直播形式延后至22点播出。  |

1. 同时段或交叉时段主要节目：
  - 浙江卫视《中国喜剧星》 / 《中国梦想秀》
  - 山东卫视《烈火雄心》
2. 数据由广视索福瑞提供，调查范围为四岁以上之观众。
3. 以上收视排名不包括央视在内。
4. 资料来源：卫视小露电。

## 外部連結
- 《我是歌手》官方微博的新浪微博（简体中文）
- 《我是歌手2》官方網站 （页面存档备份，存于）（简体中文）
- 我是歌手第二季在華語音樂百科上的條目

## 综艺节目的变迁
| 中國大陸 湖南卫视 每周五20:10－22:00[a] 2月14日 暂停播映                                    | 中國大陸 湖南卫视 每周五20:10－22:00[a] 2月14日 暂停播映                                 | 中國大陸 湖南卫视 每周五20:10－22:00[a] 2月14日 暂停播映 |
| ------------------------------------------------------------------------------------------- | ---------------------------------------------------------------------------------------- | -------------------------------------------------------- |
|                                                                                             | 我是歌手2 （2014年1月3日－2014年4月11日）                                                |                                                          |
| 天天向上 （2008年9月5日－2013年12月27日[b]） 爸爸去哪儿1 （2013年10月11日－2013年12月27日） | 天天向上 （2014年4月11日－2016年4月22日） 花儿与少年 （2014年4月25日－2014年6月13日[c]） |                                                          |
| 我是歌手系列節目變遷                                                                        |                                                                                          |                                                          |
| 我是歌手1 （2013年1月18日－2013年4月12日）                                                  | 我是歌手2 （2014年1月3日－2014年4月11日）                                                | 我是歌手3 （2015年1月2日－2015年4月3日）                 |

| 中國大陸电视上星综合频道音乐竞唱类节目牌照变迁 | 中國大陸电视上星综合频道音乐竞唱类节目牌照变迁     | 中國大陸电视上星综合频道音乐竞唱类节目牌照变迁 |
| ---------------------------------------------- | -------------------------------------------------- | ---------------------------------------------- |
|                                                | 我是歌手2（湖南） （2014年1月3日－2014年4月11日）  |                                                |
| 新政策                                         | 最美和声2（北京） （2014年4月19日－2014年7月12日） |                                                |

| 香港 星期日 13:15-15:15 2月23日 13:15-15:30 5月18日 13:15-16:30 5月25日 13:15-15:30 | 香港 星期日 13:15-15:15 2月23日 13:15-15:30 5月18日 13:15-16:30 5月25日 13:15-15:30 | 香港 星期日 13:15-15:15 2月23日 13:15-15:30 5月18日 13:15-16:30 5月25日 13:15-15:30 |
| ----------------------------------------------------------------------------------- | ----------------------------------------------------------------------------------- | ----------------------------------------------------------------------------------- |
|                                                                                     | 我是歌手 II （2014.02.23 - 2014.05.25）                                             |                                                                                     |
| DANCING 9 （2013.11.17 - 2014.02.16）                                               | 逢星期六、日 中國好聲音 II （2014.05.31 - 2014.07.19）                              |                                                                                     |

^  a. 湖南卫视每周五的季播综艺节目，如《快乐男声》和《爸爸去哪儿》，一般为22:00十点档播出，原周五晚间八点档的综艺节目是《天天向上》。因《我是歌手（第一季）》播出后在两岸三地引起巨大反响，湖南卫视决定2014年第一季度将周五的晚间季播节目临时调整为八点档，即每周五20:10播出。《我是歌手（第二季）》结束后将恢复原有编排，20:00為《我是歌手第二季》的前導片。

^  b. 《天天向上》从2014年起仍在播出，第一季度时间暂时调整为周五晚间十点档，此截止日期并非意味着《天天向上》节目的终止。

^  c. 《我是歌手（第二季）》在2014年4月4日播出结束后，2014年4月11日和18日22:00的节目分別为《我是歌手雙年巔峰會》和《爸爸去哪儿（大电影）》。